# Karmanien

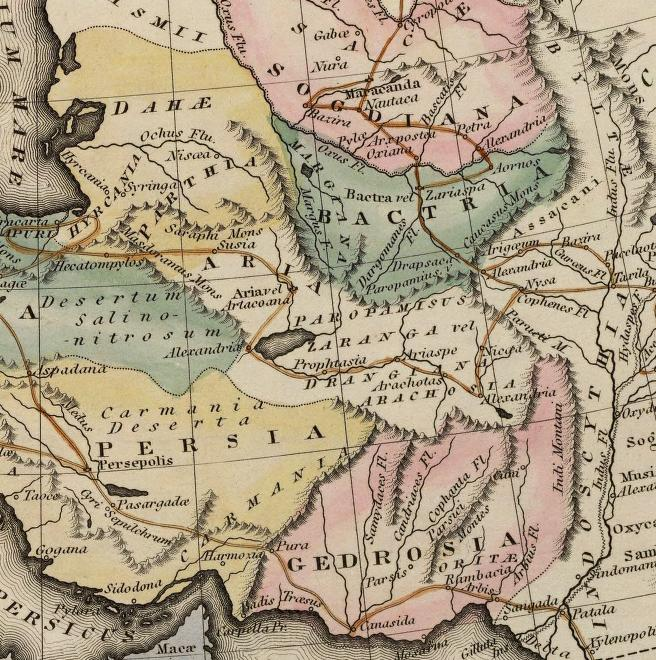
Karte des Weges von Alexander dem Großen durch Persien: Karmanien im Osten von Persis (orange)

Karmanien (altgriechisch Καρμανία, lateinisch Carmania) ist eine antike Landschaft im Süden des heutigen Iran. Sie grenzt im Westen an die Persis, im Norden an die Parthyene, im Osten an Gedrosien, im Süden an den Persischen Golf. Sie wurde erstmals vom Geschichtsschreiber Polybios erwähnt, aber schon Herodot nannte in seinen Historien einen persischen Stamm der Γερμάνιοι Germánioi, was Strabon und Diodor übernahmen.
Die Landschaft ist überwiegend ödes Bergland, das im Norden in eine Wüste übergeht. Arrian hebt die Fruchtbarkeit des karmanischen Bodens hervor. Der Hauptort Κάρμανα Kármana heißt heute Kerman und ist die Hauptstadt der Provinz Kerman.